# Royal Botanic Garden (Sydney)
O Royal Botanic Gardens na cidade de Sydney, na Austrália, é o maior dos três jardins botânicos de Sydney. O jardim está aberto todos os dias, e o ingresso é gratuito.

## Descrição
O Royal Botanic Garden está localizado em uma área de 29 hectares cercada por 51 hectares de parques públicos. O Royal Botanic é dividido em quatro espaços principais chamados Lower Gardens, Middle Gardens, Palace Gardens e Bennelong. Os quatro principais espaços, abrigam muitos jardins e outras instalações menores, além de grandes quantidades de áreas de gramado com arvores. No centro desta área fica o Palm Grove Center, que oferece serviços de um restaurante, café, centro de visitantes e livraria.